# Melasina paraphrictis
Melasina paraphrictis är en fjärilsart som beskrevs av Edward Meyrick 1908. Melasina paraphrictis ingår i släktet Melasina och familjen säckspinnare. Inga underarter finns listade i Catalogue of Life.